# ألو سيني
ألو سيني (بالفرنسية: Allociné) هو شركة فرنسية توفر مخزونا هائلاً من المعلومات الفنية حول نجوم السينما والأفلام والمسسلات التلفزيونية العالمية على شبكة الإنترنت.

## قواعد بيانات أخرى
- إنترنت موفي داتابيز
- آي.إم.سي.دي.بي
- ميتاكريتيك
- موقع الطماطم الفاسدة
- قاعدة بيانات الكرتون الكبيرة
- أول موفي

## وصلات خارجية
- الموقع الرسمي